# Woodland (Washington)
Woodland és una població dels Estats Units a l'estat de Washington. Segons el cens del July 1, 2008 tenia 4.843 habitants.

## Demografia
Segons el cens del 2000, Woodland tenia 3.780 habitants, 1.379 habitatges, i 979 famílies. La densitat de població era de 581,5 habitants per km².
Dels 1.379 habitatges en un 38% hi vivien nens de menys de 18 anys, en un 54,6% hi vivien parelles casades, en un 12% dones solteres, i en un 29% no eren unitats familiars. En el 23,1% dels habitatges hi vivien persones soles el 10,7% de les quals corresponia a persones de 65 anys o més que vivien soles. El nombre mitjà de persones vivint en cada habitatge era de 2,67 i el nombre mitjà de persones que vivien en cada família era de 3,13.
Per edats la població es repartia de la següent manera: un 29,3% tenia menys de 18 anys, un 9,4% entre 18 i 24, un 29,2% entre 25 i 44, un 18,5% de 45 a 60 i un 13,7% 65 anys o més.
L'edat mediana era de 33 anys. Per cada 100 dones de 18 o més anys hi havia 90,5 homes.
La renda mediana per habitatge era de 40.742 $ i la renda mediana per família de 44.483 $. Els homes tenien una renda mediana de 37.321 $ mentre que les dones 22.686 $. La renda per capita de la població era de 15.596 $. Aproximadament el 9,3% de les famílies i el 10,8% de la població estaven per davall del llindar de pobresa.

## Poblacions més properes
El següent diagrama mostra les poblacions més properes.